# Laura Tejada
Laura Tejada   (Barcelona, 1969) és una escriptora catalana, que viu entre Sabadell i l'Alta Garrotxa.
Va estudiar a la Facultat de Belles Arts de Sant Jordi de Barcelona, tot i que la seva vida professional mai ha estat lligada a aquests estudis. La passió per la lectura va fer que iniciés, el 2012, els cursos de Narrativa i Novel·la a l’Escola d’escriptura de l'Ateneu Barcelonès. D’aquí neix la idea i l'escriptura d’Un cop morta, la seva primera novel·la, amb la que ha estat guanyadora del 17è Premi de Narrativa El Lector de l’Odissea

## Publicacions
- Un cop morta (2016)